# Hot R&B Songs
La Hot R&B Songs è una classifica pubblicata con cadenza settimanale dalla rivista musicale Billboard negli Stati Uniti. Esso elenca un numero di 25 delle più popolari canzoni R&B, calcolandone settimanalmente l'airplay in radio rhythmic e urban e le vendite in negozi specializzati in R&B. È stata fondata l'11 ottobre 2012, come un modo per evidenziare «le differenze tra puro R&B e titoli rap in generale» insieme alla classifica Hot Rap Songs, come la distillazione del Hot R&B/Hip-Hop Songs.

## Record delle canzoni

### Maggior numero di settimane al numero uno
- 48 settimane

- The Weeknd – Blinding Lights (2021-21)

- 32 settimane

- SZA – Snooze (2023-24)

- 30 settimane

- SZA – Kill Bill (2022-23)

- 20 settimane

- Drake featuring Wizkid & Kyla – One Dance (2016)
- The Weeknd featuring Daft Punk – Starboy (2016-17)
- Bruno Mars – That's What I Like (2017)

- 19 settimane

- Robin Thicke featuring T.I. & Pharrell Williams – Blurred Lines (2013)

- 18 settimane

- Khalid – Talk (2019)

- 17 settimane

- Rihanna – Diamonds (2012-13)

- 15 settimane

- Justin Timberlake featuring Jay-Z – Suit & Tie (2013)
- DJ Khaled featuring Rihanna & Bryson Tiller – Wild Thoughts (2017)
- Khalid – Better (2018-19)

## Record degli artisti

### Maggior numero di brano al numero uno
- 11

- The Weeknd – Earned It (11 aprile 2015), Can't Feel My Face (18 luglio 2015), The Hills (3 ottobre 2015), Starboy (feat. Daft Punk; 15 ottobre 2016); Call Out My Name (14 aprile 2018), Heartless (14 dicembre 2019), Blinding Lights (7 marzo 2020), You Right (con Doja Cat; 4 settembre 2021), Sacrifice (22 gennaio 2022), Creepin' (con Metro Boomin & 21 Savage; 17 dicembre 2022), Die for You (con Ariana Grande; 11 marzo 2023)

- 8

- Drake – Hold On, We're Going Home (feat. Majid Jordan; 12 ottobre 2013), Tuesday (iLoveMakonnen feat. Drake; 29 novembre 2014), Work (Rihanna feat. Drake; 13 febbraio 2016), One Dance (feat. Wizkid & Kyla; 7 maggio 2016); Don't Matter to Me (con Michael Jackson; 14 luglio 2018), No Guidance (Chris Brown feat. Drake; 7 settembre 2019), Race My Mind (18 settembre 2021), Slime You Out (feat. SZA; 20 settembre 2023)

- 6

- Rihanna – Diamonds (20 ottobre 2012), FourFiveSeconds (con Kanye West & Paul McCartney; 12 febbraio 2015), Work (feat. Drake; 13 febbraio 2016), Needed Me (24 settembre 2016); Wild Thoughts (DJ Khaled feat. Rihanna & Bryson Tiller; 15 luglio 2017), Lift Me Up (12 novembre 2022)
- SZA – The Weekend (1º luglio 2017), I Hate U (18 dicembre 2021), Kill Bill (24 dicembre 2022), Snooze (29 luglio 2023), Slime You Out (Drake feat. SZA; 20 settembre 2023), Saturn (9 marzo 2024)

- 5

- Justin Bieber – No Brainer (DJ Khaler feat. Justin Bieber, Chance the Rapper & Quavo; 11 agosto 2018), Yummy (18 gennaio 2020), Intentions (feat. Quavo; 22 febbraio 2020), Peaches (feat. Daniel Caesar & Giveon; 3 aprile 2021), Essence (Wizkid feat. Justin Bieber & Tems; 11 settembre 2021)

- 4

- Bruno Mars – That's What I Like (4 marzo 2017), Finesse (feat. Cardi B; 20 gennaio 2018), Leave the Door Open (con Anderson Paak come Silk Sonic; 20 marzo 2021), Smokin Out the Window (con Anderson Paak come Silk Sonic; 20 novembre 2021)

- 3

- Chris Brown – Freaky Friday (Lil Dicky feat. Chris Brown; 21 aprile 2018), No Guidance (feat. Drake; 7 settembre 2019), Go Crazy (feat. Young Thug; 26 dicembre 2020)
- Doja Cat – Say So (16 maggio 2020), You Right (con The Weeknd; 4 settembre 2021), Woman (12 marzo 2022)
- Khalid – Young Dumb & Broke (4 novembre 2017), Better (19 gennaio 2019), Talk (14 maggio 2019)
- Beyoncé – Drunk in Love (feat. Jay-Z; 4 gennaio 2014), 7/11 (20 dicembre 2014), Break My Soul (4 agosto 2022)

### Maggior numero di debutti al numero uno
- 5

- The Weeknd – Can't Feel My Face (18 luglio 2015), Call Out My Name (14 aprile 2018), Sacrifice (22 gennaio 2022), Creepin' (con Metro Boomin & 21 Savage; 17 dicembre 2022), Die for You (con Ariana Grande; 11 marzo 2023)

- 4

- Drake – Work (Rihanna feat. Drake; 13 febbraio 2016), Don't Matter to Me (con Michael Jackson; 14 luglio 2018), Race My Mind (18 settembre 2021), Slime You Out (feat. SZA; 20 settembre 2023)

- 3

- Justin Bieber – No Brainer (DJ Khaler feat. Justin Bieber, Chance the Rapper & Quavo; 11 agosto 2018), Intentions (feat. Quavo; 22 febbraio 2020), Peaches (feat. Daniel Caesar & Giveon; 3 aprile 2021)
- Rihanna – Diamonds (20 ottobre 2012), Work (feat. Drake; 13 febbraio 2016), Lift Me Up (12 novembre 2022)

- 2

- Quavo – No Brainer (DJ Khaler feat. Justin Bieber, Chance the Rapper & Quavo; 11 agosto 2018), Intentions (feat. Quavo; 22 febbraio 2020)

### Artisti con il maggior numero di settimane al numero uno
| Sett. | Artista           | Fonte  |
| ----- | ----------------- | ------ |
| 111   | The Weeknd        | [ 2 ]  |
| 66    | Drake             | [ 5 ]  |
| 65    | SZA               | [ 4 ]  |
| 55    | Bruno Mars        | [ 6 ]  |
| 55    | Rihanna           | [ 9 ]  |
| 44    | Khalid            | [ 8 ]  |
| 31    | Justin Bieber     | [ 12 ] |
| 31    | Pharrell Williams | [ 17 ] |
| 29    | Wizkid            | [ 18 ] |
| 27    | Ella Mai          | [ 19 ] |
| 23    | Anderson .Paak    | [ 20 ] |
| 21    | DJ Khaled         | [ 11 ] |
| 20    | Daft Punk         | [ 21 ] |
| 20    | Jay-Z             | [ 22 ] |
| 20    | Kyla              | [ 23 ] |

### Maggior numero di brani nella Top 10
| Brani | Artista       | Fonte  |
| ----- | ------------- | ------ |
| 52    | Drake         | [ 5 ]  |
| 48    | Chris Brown   | [ 13 ] |
| 45    | The Weeknd    | [ 2 ]  |
| 26    | Beyoncé       | [ 15 ] |
| 26    | SZA           | [ 4 ]  |
| 20    | Summer Walker | [ 24 ] |

### Maggior numero di brani nella classifica
| Brani | Artista       | Fonte  |
| ----- | ------------- | ------ |
| 92    | Chris Brown   | [ 13 ] |
| 72    | The Weeknd    | [ 2 ]  |
| 62    | Drake         | [ 5 ]  |
| 45    | SZA           | [ 4 ]  |
| 42    | Khalid        | [ 8 ]  |
| 41    | Summer Walker | [ 24 ] |
| 39    | Bryson Tiller | [ 25 ] |
| 34    | Jhené Aiko    | [ 26 ] |
| 32    | H.E.R.        | [ 27 ] |

## Record degli album

### Maggior numeri di brani numero uno da un album
| Numero | Artista       | Album                      | Anno |
| ------ | ------------- | -------------------------- | ---- |
| 3      | The Weeknd    | Beauty Behind the Madness  | 2015 |
| 3      | SZA           | SOS                        | 2022 |
| 2      | Rihanna       | Anti                       | 2016 |
| 2      | Bruno Mars    | 24K Magic                  | 2016 |
| 2      | Justin Bieber | Changes                    | 2020 |
| 2      | The Weeknd    | After Hours                | 2020 |
| 2      | Silk Sonic    | An Evening with Silk Sonic | 2021 |
| 2      | Doja Cat      | Planet Her                 | 2021 |

### Maggior numeri di brani top 10 da un album
| Numero | Artista       | Album                     | Anno |
| ------ | ------------- | ------------------------- | ---- |
| 10     | SZA           | SOS                       | 2022 |
| 9      | The Weeknd    | Beauty Behind the Madness | 2015 |
| 8      | The Weeknd    | Starboy                   | 2016 |
| 8      | The Weeknd    | After Hours               | 2020 |
| 8      | Drake         | Honestly, Nevermind       | 2022 |
| 8      | Beyoncé       | Renaissance               | 2022 |
| 7      | Drake         | Scorpion                  | 2018 |
| 7      | Khalid        | Free Spirit               | 2019 |
| 7      | Summer Walker | Over It                   | 2019 |
| 7      | Summer Walker | Still Over It             | 2021 |
| 6      | The Weeknd    | Dawn FM                   | 2022 |
| 5      | Beyoncé       | Beyoncé                   | 2013 |
| 5      | Rihanna       | Anti                      | 2016 |
| 5      | Drake         | More Life                 | 2017 |
| 5      | The Weeknd    | My Dear Melancholy        | 2019 |
| 5      | Bryson Tiller | Anniversary               | 2020 |